# 季文
50°40′40″N 26°51′21″E / 50.67778°N 26.85583°E
季文（烏克蘭語：Дивень），是烏克蘭西北部的村莊，隸屬里夫內州的里夫內區。該村始建於1544年，面積1.06平方公里，2001年人口491，人口密度每平方公里462.8人。